# Distré
Distré é uma comuna francesa na região administrativa da Pays de la Loire, no departamento de Maine-et-Loire. Estende-se por uma área de 14,72 km². Em 2010 a comuna tinha 1 779 habitantes (densidade: 120,9 hab./km²).